# Городище (Коропский район)
Городи́ще (укр. Городище) — село в Коропском районе Черниговской области Украины. Население — 361 человек. Занимает площадь 2,781 км². 126 жилых дворов по состоянию на 2011 г. Расположено на реке Ровчак. На территории села расположено городище ранней железной эры скифской культуры.
Код КОАТУУ: 7422283301. Почтовый индекс: 16223. Телефонный код: +380 4656.

## История
В период 1965—1992 года село называлось Коммунистическое. Население в 1984 году составляло 520 человек.

## Власть
Бывший (до 2016 года) орган местного самоуправления — Городищенский сельский совет. Почтовый адрес: 16225, Черниговская обл., Коропский р-н, с. Городище, ул. Гагарина, 2.